# 스기 민지
스기 민지(일본어: 杉 民治)는 조슈 번사이다. 막말에는 존왕양이 운동에 투신하였으며, 메이지 유신 후에는 정치가, 교육자로 활동하였다. 원래 이름은 우메타로(梅太郎).
동생 중에는 요시다 쇼인, 가토리 미와코 등이 있고 손자 중에는 스기 미치스케(杉道助, 차녀 다키코의 아들), 요시다 구라조(吉田庫三, 삼녀 미치코의 양자)다.

## 생애
1828년 죠슈 번사 스기 쓰네미치(杉常道, 통칭 유리노스케(百合之助))의 장남으로 태어났다. 나가토국 하기시 마쓰모토 촌(松本村) 출신으로 동생 쇼인과 함께 쇼카손주쿠에 다녔다. 숙부 다마키 분노신(玉木文之進)에게 야마가류(山鹿流) 병법을 배우던 그는 이후 번립학교인 메이린칸(明倫館)으로 진학해 정식 사무라이 수업을 받았다.
1853년(가에이 6년) 에도 만 경비를 위해 죠슈 번에서 차출돼 사가미국(相模国)에 잠시 파견됐으나 이듬해 동생 쇼인이 이양선에 밀항을 시도하다 붙잡혀 친형인 자신도 번청으로 소환당했다. 해당 사건에 관련없음이 밝혀진 후 행정관(郡代)으로 발령됐다가 안세이 대옥(1859년) 때 동생이 처형되면서 파면됐다.
1860년(만엔 원년) 부친 쓰네미치의 은거로 가독을 이어받아 번청에 나갔다.
1863년(분큐 3년) 고쿠라엔야쿠쇼 혼시마리야쿠(御蔵元役所本締役)로서 번정 개혁에 힘썼다.
1865년(게이오 원년) 도코지 구미(東光寺組)를 결성하고 번정 개혁을 위해 박차를 가했다. 메이지 유신 후 도시마 광역군(사이반, 当島宰判)과 하마사키 광역군(浜崎宰判)의 민정비서관(民政主事助役)을 역임했고 그 공로로 번주 모리 모토노리에게 민지(民治)란 이름을 받아 개명했다.
1871년(메이지 4년) 폐번치현 후 야마구치현 곤덴시(権典事)에 올라 7년 간 정무에 힘썼다.
1876년(메이지 9년) 야마구치 현에서 동문 마에바라 잇세이가 불만사족과 동문들을 모아 하기의 난을 일으켰다. 장남 요시다 고타로(吉田小太郎)와 맏사위 다마키 마사요시(玉木正誼)도 반란에 가담했다가 희생됐다. 쇼카손주쿠 설립자이자 삼촌 다마키 분노신이 동문들을 막지 못한 책임을 지고 할복했고 학교는 폐교됐다.
1880년(메이지 13년) 민지는 폐교됐던 쇼카손주쿠(松下村塾)를 다시 열어 교장에 취임했고, 슈젠 여학교(修善女学校) 교장도 겸임해 후학 교육에 매진했다.

## 등장작품
- 화신(花神, 1977년 NHK 대하드라마), 오노 야스지로(小野泰次郎) 역
- 꽃 타오르다(花燃ゆ, 2015년 NHK 대하드라마), 하라다 타이조(原田泰造) 역

## 참고 문헌
- 아사히 일본역대인물사전(朝日 日本歴史人物事典) -아사히 신문사(朝日新聞社) 편찬
- 일본인명대사전(日本人名大辞典), 코우단샤 발행(講談社)
- 하기의 103인(萩の103人), 하기 박물관 발행(萩博物館)